# رودخانه پترسون
رودخانه پترسون رودی است به رودخانه هانتر می‌ریزد. این رود از کشور استرالیا می‌گذرد.